# آب‌انبار زنانه بازار
آب‌انبار زنانه بازار در ضلع غربی مسجد النبی (شاه) قرار داشته و بزرگ‌ترین آب‌انبار بازار شهر قزوین است. از بناهای مرحوم آیت‌الله حاج ملا عبدالوهاب از علمای به نام شهر، رئیس مجتهدین قزوین و معاصر فتحعلی شاه قاجار است حجم مخزن این آب‌انبار ۲۳۵۰ متر مکعب و دارای پنج بادگیر است که همگی در پشت دیوارهای بازار و مسجد پنهان گشته‌اند.